# Sufragi obligatori

Vot obligatori, forçat.
Vot obligatori, no forçat.
Vot obligatori, forçat (només homes).
Vot obligatori, no forçat (només homes).
Històric: el país tingué vot obligatori en el passat.

El sufragi obligatori és una pràctica que requereix que les persones votin en eleccions o es presentin a una junta electoral per justificar la seva absència d'un procés electoral. Si un elector qualificat no es presenta a una junta electoral, depenent del país, pot ser castigat amb multes o serveis comunitaris.

## Països amb sufragi obligatori
- Argentina (és facultatiu per adolescents de 16 i 17 anys i per la gent de més de 70 anys)
- Austràlia
- Bèlgica
- Bolívia
- Brasil
- Costa Rica
- Equador (és facultatiu per adolescents de 16 i 17 anys, per la gent de més de 65 anys, presos sense sentència, policies i militars)
- Egipte
- Grècia
- Hondures
- Líban (només homes)
- Luxemburg
- Mèxic (és obligatori, però no està castigada la falta de vot)
- Nauru
- Panamà
- Paraguai (per sobre de 75 anys, és facultatiu)
- Perú (per sobre de 70 anys, és facultatiu)
- República Democràtica del Congo
- República Dominicana
- Suïssa ( Cantó de Schaffhausen)
- Singapur
- Tailàndia
- Uruguai (la inscripció és obligatòria)